# Antonín Novák
Antonín Novák (Praga, 3 maggio 1907 – 8 ottobre 1982) è stato un calciatore cecoslovacco, di ruolo difensore.

## Nazionale
Il 21 settembre del 1930 debutta contro il Belgio (2-3).

## Palmarès

### Club

#### Competizioni nazionali
- Campionato cecoslovacco: 1

Slavia Praga: 1930-1931